# Ricardo Quintanilla
Ricardo Quintanilla (?, 1933 o 1934) es un histórico piloto de motociclismo español que destacó en competiciones de velocidad durante la década de los 50 y comienzos de los 60  siendo uno de los primeros catalanes en competir regularmente en el Campeonato del Mundo de Motociclismo.

## Biografía

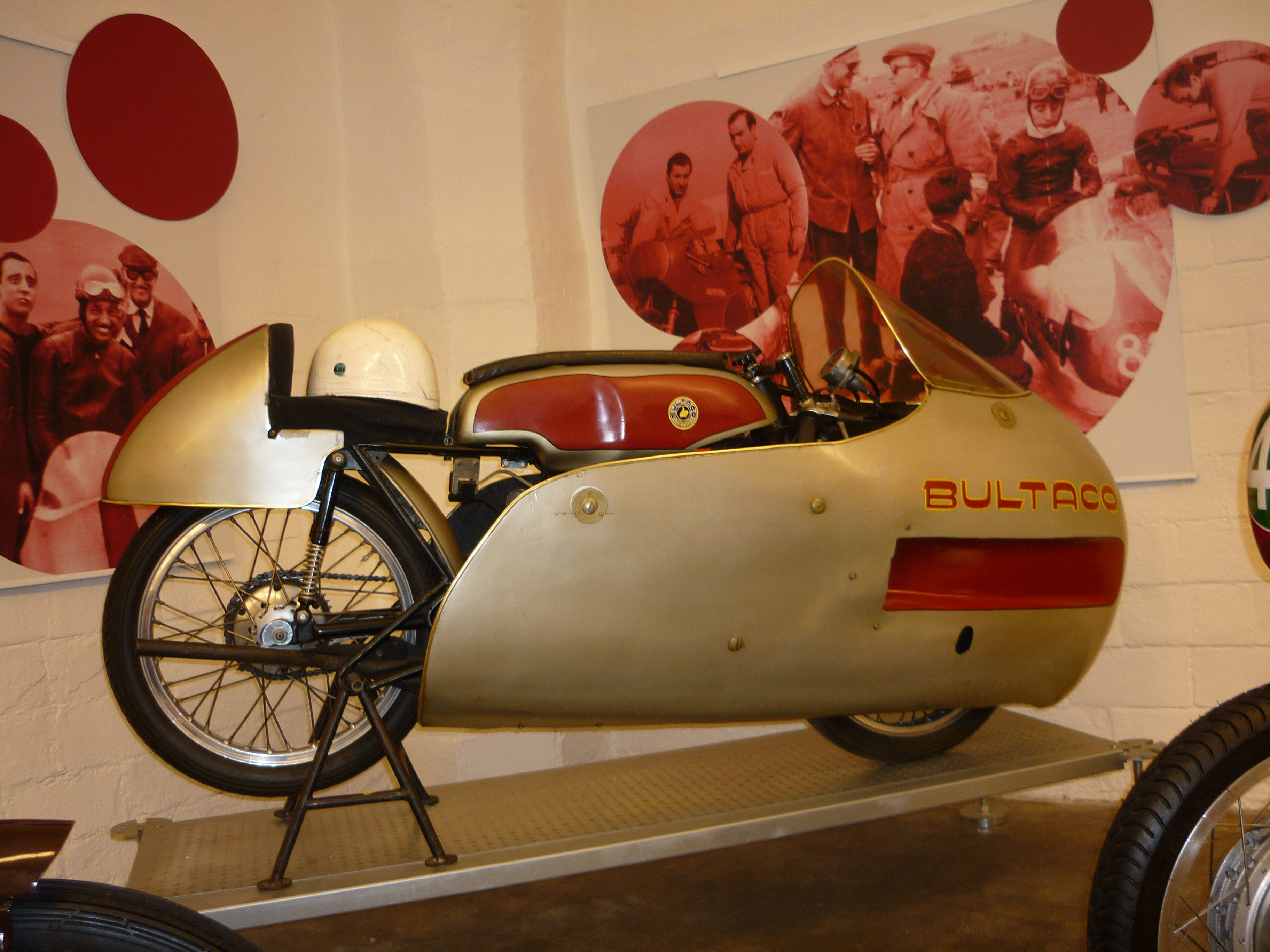
La Bultaco Cazarecords con la que batió 5 récords mundiales en 1960

Después de haber corrido con diferentes marcas (entre las cuales Mymsa y Ducati) y de haber formado parte del equipo oficial de Montesa, cuando en 1958 nació la empresa Bultaco donde fue uno de sus primeros pilotos oficiales de la que era llamada la "Escudería Dos Tiempos", compuesto inicialmente por Paco González, Marcel Cama y John Grace. En 1960, el equipo al completo reforzado para la ocasión con Georges Monneret- batió en diferentes ocasiones récoirds mundiales de velocidad en Montlhéry, a bordo de la mítica Bultaco Cazarécords.
En 1968, ya retirado de la competición, fundó la empresa fabricante de accesorios y recambios para la motocicleta RQ, con sede en Dosrius. La empresa produce elementos de calidad (sus componentes para motos de trial, por ejemplo, tienen gran renombre en los expertos) y trabaja para marcas como Honda, Gas Gas, Sherco y Beta italiana entre otras, aparte de fabricar también productos para la venta directa al público. RQ exporta a toda Europa, a los Estados Unidos y en el Japón.

## Resultados en el Campeonato del Mundo de Motociclismo
Sistema de puntuación desde 1969 hasta 1987:
| Posición | 1.º | 2.º | 3.º | 4.º | 5.º | 6.º | 7.º | 8.º | 9.º | 10.º |
| Puntos   | 15  | 12  | 10  | 8   | 6   | 5   | 4   | 3   | 2   | 1    |

### Carreras por año
(carreras en cursiva indica vuelta rápida)
| Año  | Cat.  | Equipo  | 1       | 2     | 3     | 4      | 5     | 6      | 7     | 8     | 9     | 10    | 11    | Pts. | Pos. |
| ---- | ----- | ------- | ------- | ----- | ----- | ------ | ----- | ------ | ----- | ----- | ----- | ----- | ----- | ---- | ---- |
| 1961 | 125cc | Bultaco | ESP 6   | GER - | FRA - | IOM 14 | NED - | BEL 10 | RDA - | ULS - | NAT - | SWE - | ARG - | 1    | 20.º |
| 1962 | 125cc | Bultaco | ESP DNQ | FRA - | IOM - | NED -  | BEL - | GER -  | ULS - | RDA - | NAT - | FIN - | ARG - | 0    | -    |